# Prolongation
 (décembre 2022).
 (juillet 2021).
Dans les sports collectifs, lors des rencontres où un vainqueur doit être désigné, la prolongation désigne une période de jeu supplémentaire, se déroulant après le temps règlementaire dans le but de départager les équipes lorsque la compétition l'exige (play-off, coupe, élimination directe).

## Basket-ball
Au basket-ball, la prolongation consiste en une période de jeu de cinq minutes, répétée tant que le score reste nul en fin de partie entre les deux équipes. Tous les joueurs peuvent jouer, même les remplaçants, à condition qu'ils n'aient pas été exclus auparavant par accumulation de fautes personnelles, techniques et / ou antisportives.
Les prolongations peuvent intervenir à la fin d'un match pour en décider du vainqueur, ou bien seulement à la fin du match retour lorsque la décision doit se faire à l'issue de deux matches aller-retour.
Au basket, les matches nuls sont exclus de presque toutes les compétitions, et les prolongations sont jouées même à la fin des matches de saison régulière de championnat ou de round robin.
Dans les résumés sportifs, les résultats des matches ayant connu une prolongation sont suivis par la mention ap, signifiant après prolongation(s). En cas de prolongations multiples, le nombre de périodes supplémentaires jouées peut être aussi indiqué (par exemple, a2p pour après deux prolongations).

## Football
Au football, la prolongation (ou les prolongations) consiste en deux périodes de jeu de quinze minutes, séparées par cinq minutes ; si, à l'issue de ces prolongations, le score n'est pas tranché, on procède à une séance de tirs au but.
Les prolongations sont rarement jouées à la fin des matches de championnat ou de poule. On les rencontre durant les compétitions à éliminations directes (coupes nationales) ou durant les phases à éliminations directes (coupes européennes, compétitions pour équipes nationales).
Dans certaines compétitions, on a utilisé par le passé la « mort subite » ou le « but en or ». Le premier but marqué interrompt la prolongation et donne la victoire à l'équipe qui l'a marqué. Cette règle est désormais abandonnée, et les prolongations sont jouées jusqu'à leur terme quoi qu'il arrive.
Lors de rencontres internationales la prolongation est marquée par un sigle (a.p)

## Football américain
Au football américain, et tout particulièrement en NFL, la prolongation (dite overtime ou OT) est un temps supplémentaire d'un quart temps unique (soit 15 minutes) en saison régulière, et d'un nombre potentiellement infini de quart-temps supplémentaires en play-offs jusqu'à ce que les équipes se départagent.
La règle a longtemps été celle de la mort subite : la première équipe à inscrire des points, de quelque manière que ce soit, remportait la victoire. Néanmoins, dans un sport de gagne-terrain comme celui-là, l'avantage donné à l'équipe remportant la première possession était considérable. Depuis 2011 pour les play-offs, et 2012 pour la saison régulière, la règle est celle de la mort subite mixte : remporte la victoire la première équipe à inscrire un touchdown en prolongation, ou bien à marquer des points en dehors de la première possession. En clair, si une équipe termine la première possession par un field goal, l'autre équipe obtient une possession pour essayer au moins d'inscrire un field goal : si elle réussit, la prolongation se poursuit en mort subite, et si elle perd la possession, elle perd le match.
Pour la première fois de l'histoire du Super Bowl, le Super Bowl LI se dispute en prolongation avec la victoire des Patriots de la Nouvelle-Angleterre sur les Falcons d'Atlanta 34 à 28 le 5 février 2017 à Houston, Texas.

## Handball
Au handball, la prolongation consiste en deux périodes de jeu de cinq minutes chacune, séparées par une minute de pause. Si les deux équipes sont toujours à égalité, on procède à une deuxième prolongation, de deux fois cinq minutes également. Si le score reste équilibré à l'issue de la seconde prolongation, on procède à une séance de tirs au but.

## Hockey subaquatique
Au hockey subaquatique, dans certaines compétitions, il peut y avoir des prolongations en cas de match nul à la fin du temps réglementaire. Leur déroulement diffère entre les matchs internationaux et ceux se déroulant selon les règles françaises.
Selon les règles internationales, les prolongations ont lieu après 3 minutes de pause et durent deux fois 5 minutes séparées d'une minute de pause. A leur issue, l'équipe ayant marqué le plus de buts l'emporte. S'il y a toujours égalité, après 1 minute de pause, le match continue jusqu'à ce qu'une équipe ait marqué, sans limite de temps.
Selon les règles françaises, les prolongations se déroulent en mort subite. Après une minute de pause, les équipes s'affrontent jusqu'à ce qu'un but soit marqué, désignant ainsi l'équipe victorieuse. Après 5 minutes, puis toutes les deux minutes, le capitaine de chaque équipe retire un joueur du jeu, jusqu'à ce qu'il n'y en ait plus qu'un par équipe, à partir de 6 joueurs en jeu.

## Hockey sur glace
(décembre 2016).
Au hockey sur glace, les règles concernant les prolongations varient suivant les championnats et le contexte (playoffs, saison régulière).
Depuis la modification des règles IIHF en 2006, dans les matchs internationaux, comme c'était le cas dans la Ligue nationale de hockey (LNH) depuis 2005, ainsi que dans plusieurs autres ligues, il y a 5 minutes de prolongation selon la règle de la mort subite, à 4 joueurs contre 4. S'il n'y a pas de but marqué, les deux équipes disputent une séance de tirs de barrage opposant trois joueurs de chaque côté, puis se poursuivant ensuite en mort subite jusqu'à ce qu'un vainqueur soit désigné.

En séries éliminatoires de la LNH, s'il y a toujours égalité après trois tiers temps, des périodes de prolongation de 20 minutes sont accordées jusqu'à ce qu'un but soit marqué et ce, sans limite du nombre de prolongations. Ainsi, le 24 mars 1936 à Montréal, un match de série opposant le Maroons de Montréal (équipe qui n'existe plus) et les Red Wings de Détroit dura 176 minutes et 30 secondes de jeu, soit 6 périodes supplémentaires, qui se solda par la victoire de Détroit 1-0.

## Rugby
Au rugby (que ce soit le jeu à XV, à XIII, à XII ou à VII), dans certaines compétitions, il peut y avoir une prolongation de deux fois dix minutes en cas de match nul à la fin du temps réglementaire. L'équipe qui aura pris le dessus sur l'autre est vainqueur du match. En revanche, si le score reste de nul à l'issue des vingt minutes de jeu, les arbitres regardent le nombre d'essais marqués par chaque équipe durant le match. L'équipe qui a marqué le plus d'essais est alors désignée vainqueur. Mais si le nombre d'essais (par équipe) est le même dans le score nul, on procède à une séance de tirs au but. Le but est très simple, il s'agit de faire passer le ballon entre les perches.La distance aux perches et le nombre de tirs au but sont d'ailleurs différents selon les championnats. Mais que ce soit les prolongations ou les tirs au but, ces cas de figure sont extrêmement rares dans ces sports.
Comme au football, les prolongations sont rarement jouées à la fin des matches de championnat ou de poule. On ne les rencontre pas durant les compétitions sous forme de (mini-)championnats (Championnats, Quadri-nations, Tournoi des six nations) mais plutôt durant les phases à éliminations directes (demi-finales de championnat ou de Coupe du monde).